# Poule du Reich
Pour les articles homonymes, voir Reich.

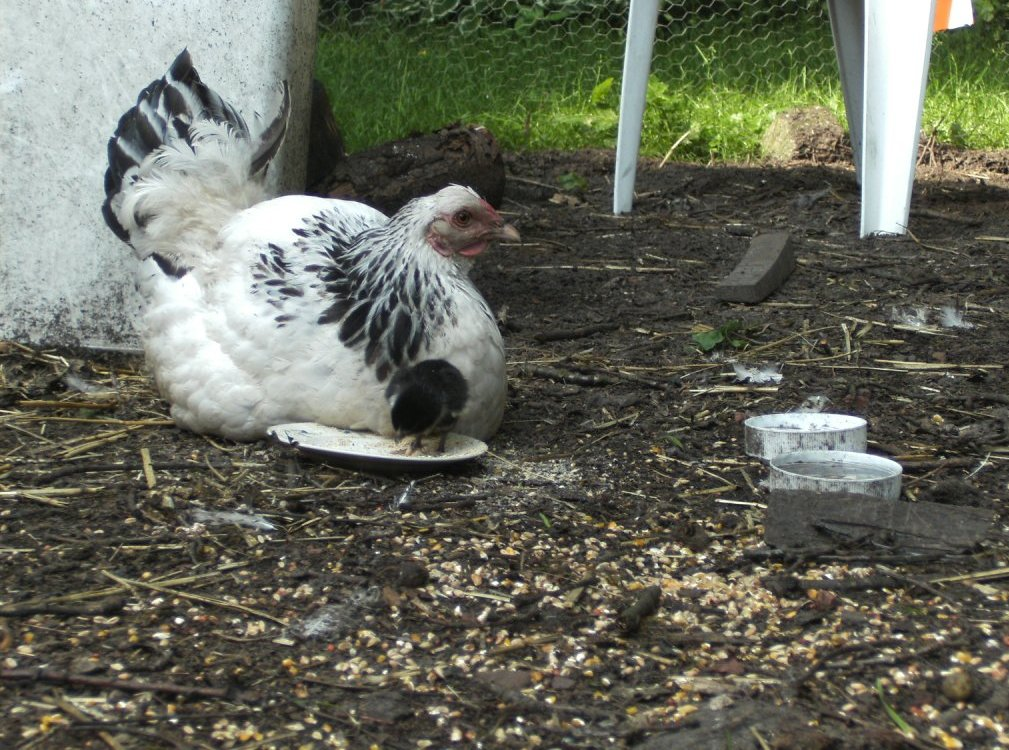
Poule du Reich

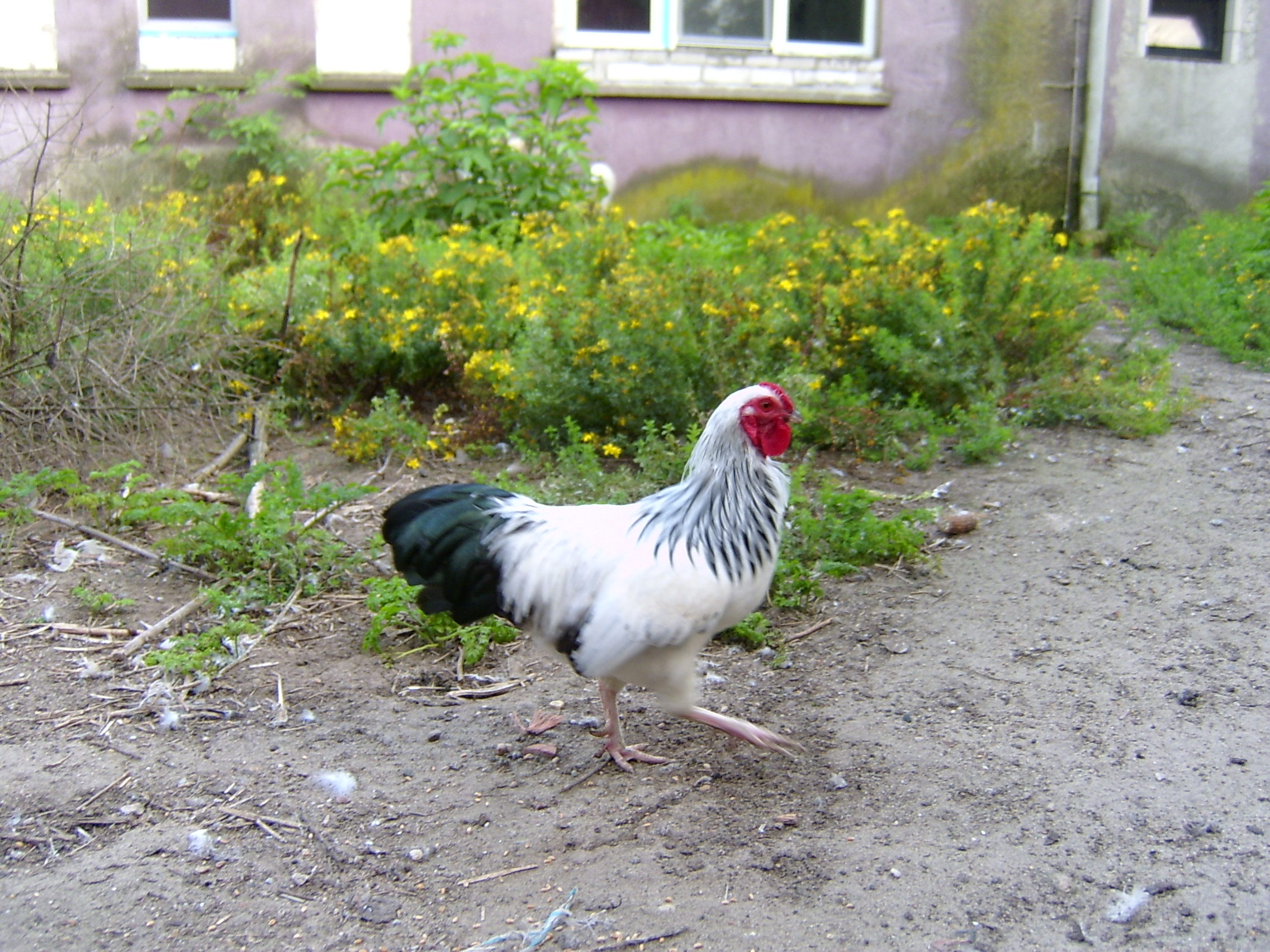
Coq du Reich (variété naine)

La poule du Reich (ce qui signifie poule de l'Empire, en allemand) est une race de poule domestique allemande.

## Description
Grande race
C'est une volaille à deux fins, précoce et rustique; c'est une bonne pondeuse à chair blanche à fine texture. Cette volaille est élégante, à ossature fine, de forme rectangulaire allongée et arrondie, avec lignes dorsale et abdominale parallèles, sans bouffant, à la tenue horizontale et au port de hauteur moyenne.
Elle pond ~150 œufs par an.
Naine
Poule naine élégante, à ossature finne et crête perlée, de forme rectangulaire allongée, aec lignes dorsale et abdominale parallèles, sans boffant, tenue horizontale et port de hauteur moyenne.
Elle pond ~100 œufs par an.

### Histoire
Cette race a été créée en Allemagne à partir de 1907. Elle est issue de croisements entre l'orpington, la wyandotte, la dorking, minorque, la sussex, la malines  et la dominicaine. 
La naine a été créée au début des années trente en Allemagne.
Cette race a connu un grand engouement avant de décliner dangereusement après la Seconde Guerre mondiale. Il n'y avait plus en Allemagne, en 2009, que 273 coqs et 1 229 poules.

### Standard officiel
- Crête : perlée.
- Oreillons : rouges.
- Couleur des yeux : rouges à rouge orangé, brun admis chez les poules de la variété de coloris noir à camail argenté et poitrine liserée.
- Couleur de la peau : blanche.
- Couleur des tarses : couleur chair; chez les poules de coloris noir et noir à camail argnté et poitrine liserée, reflets gris ou couleur gris admis.
- Variétés de plumage pour la grande race : blanc herminé noir, fauve herminé noir, noir à camail argenté et poitrine liserée, blanc, noir, rouge, barré, argenté liseré noir, doré liseré noir.
- Variétés de plumage pour la naine : blanc herminé noir, fauve herminé noir, noir à camail argenté et poitrine liserée, noir à camail doré et poitrine liserée, blanc, noir, rouge, barré, saumon doré rouge.

Grande race :
- Masse idéale : Coq : 2,5 à 3,5 kg ; Poule : 2 à 2,5 kg.
- Œufs à couver : min. 55g, coquille jaune crème.
- Diamètre des bagues : Coq : 20mm ; poule : 18mm.

Naine :
- Masse idéale : Coq : 1200g ; Poule : 1000g.
- Œufs à couver : max. 40g, coquille jaunâtre à brunâtre.
- Diamètre des bagues : Coq : 15mm ; poule : 13mm.

## Sources
- Le Standard officiel des volailles (Poules, oies, dindons, canards et pintades), édité par la SCAF.